# Helen Burns
Helen Burns é o primeiro EP da carreira solo do baixista australiano Flea.
O álbum foi disponibilizado para download no dia 20 de julho de 2012. Para baixa-lo disco, a pessoa deveria entrar no site do “Conservatório de Música de Silverlake”, e colaborar com valores que iam de U$0 a U$ 500.
O disco também foi lançado em vinil, com cada cópia custando 75 dólares. O comprador ganhava ainda o autografo do músico e um pedaço de uma corda de baixo com o qual ele tenha feito um show.

## Faixas
Todas as músicas foram produzidas e escritas por Flea, exceto "Helen Burns" que foi co-escrita com Patti Smith. 
1. "333" - 8:02
2. "Pedestal of Infamy" - 3:12
3. "A Little Bit of Sanity" - 1:29
4. "Helen Burns" - 3:01
5. "333 Revisited" - 7:31
6. "Lovelovelove" - 3:32

## Músicos
Todos os instrumentos (exceto os indicados abaixo) foram tocados por Flea..
- Keith "Tree" Barry - harmonica na faixa #6
- Jack Irons - brief snare drum roll na faixa #1, drums track #6
- Stella Mozgowa - bateria nas faixas #3, #4
- Silverlake Conservatory kids and adult choir directed by S.J. Hasman - faixa #6
- Chad Smith - bateria na faixa #6
- Patti Smith - vocais na faixa #4